# Einar Borch
Einar Gram Borch (né le 14 septembre 1870 à Stavanger et décédé le 3 janvier 1952) est un écuyer et politicien norvégien (Bondepartiet).

## Biographie
Il est maire de la commune de Jevnaker (1902–1907), puis membre du bureau du Parti conservateur.
Il adhère au Bondepartiet peu de temps après sa formation et fait partie du bureau central durant deux périodes : 1925–1927 et 1938–1947. Élu au Storting pour le Comté d'Oppland (1922–1927 et 1937–1945), il en fut le vice-président durant la période 1925–1927.Il travailla dans les comités chemin de fer et finance. De 1938 à 1945, il fut vice-président de la Norges Bank.
Il est pressenti pour être le nouveau Premier ministre après la mort de Peder Kolstad en 1932 mais le parlementaire Jens Hundseid a le poste après s'être présenté comme le candidat du Bondepartiet.

## Distinctions
- Commandeur de l'ordre de Saint-Olaf

Borch était commandeur de l'Ordre de Saint-Olaf et de l'Ordre de la Rose blanche.